# 以愛為名
《以愛為名》（英語：Falling In Love），是一部2017年5月12日於中國大陸上映的愛情電影。由王奕瑾、黃愷傑、卞慶華、錢柏渝、蔡東威、孫啟明、范逸臣、林予晞、安晨妤領銜主演。中國大陸於2017年5月12日上映，台灣於2017年5月19日上映。

## 演員陣容
| 演員姓名 | 角色名稱 | 介紹 |
| 王奕瑾   | 慕容碧   | 24歲，新能源環保研究員，個性表面保守，內心叛逆，喜歡打抱不平，鑽研環保研究，希望有天能改變世界。愛情執著卻隱藏，痴痴等待的戀人，守護著10年承諾，婉拒一切誘惑，直到發現承諾破滅，才企圖放開自己，卻無法抵抗自己的真心，原來早留在15歲那年的青春，屹立不搖，於是只能用更大的愛的力量來蓋過自己對愛受的傷。 |
| 黃愷傑   | 凌志南   | 26歲，小碧的學長。大家族第二代接班人。穩重成熟，從高中時便深愛著小碧，處處維護著小碧，卻礙於她的混血身份，加上自己家長已另有大家族聯姻計劃而矛盾在事業和愛情之間。在壓力中成長，卻深受傳統家族的思維影響，無法接受愛情的背叛，卻不知道自己早已變成愛情的叛徒。 |
| 卞慶華   | 宋明清   | 25歲，東北大學畢到北京工作的房產經紀人。喜歡音樂，卻因現實而放棄，原本懷著偉大夢想打拚事業，希望自己可以賣房存錢創業，有機會製作自己的音樂，卻履受打擊，之後際遇的改變而變成一個放蕩的人間遊俠。一次聚會中遇到小碧小匯，而愛上姐妹倆。對愛情表面執著，卻不知搖滾的內在靈魂裡蕆的是放浪不覊的吉普賽游牧個性，最終仍是傷人傷已。 |
| 錢柏渝   | 袁小匯   | 22歲，小碧的表姊，另一個找尋生命出口的中國女孩。文學院畢業後在網路營銷公司上班，為了想存銭買間屬於自己的小房子，上班以外的時間都在兼差賺錢，除不賣身，什麼都賣。父親的祖父是軍閥體系出身，但早已失勢，卻仍遺留著三妻四妾的惡習。小匯從小跟著母親練刀馬旦，跟小碧一樣有家族遺傳的俠義心腸，只是平時總礙於世俗對淑女的厳苛眼光而隱藏，直到神勇的小碧出現才釋放自己的能量。對愛情表面保守，實際開放，基於対父親風流行徑的大反抗，她的風流史正好反應報復在所有為她美貌傾倒的男人身上，直到，有天遇到自己的真命天子才了解愛情逰戲到頭來傷害的還是自己。 |
| 蔡東威   | 伍思齊   | 36歲，地下勢力第二代，背景雄厚，權勢強，眼光精㔼，處事圓滑，所有他看中的金錢女人，絕對到手。 |
| 孫啟明   | 李成     | 35歲，碧的大表哥，平時的身分是運動飲料街頭活動推廣員，真實身分是國際能源基金公司亞洲區負責人，平常喜歡微服出巡，自己深入民間做市場調研，從旁幫助小碧新能源公司的項目真正成功融資。 |
| 林予晞   | 小婷     | 32歲，人稱婷姐，小碧的前輩，在小碧被老闆訓話時給予幫助。 |
| 安晨妤   | 安以晴   | 32歲，伍的大學學妹，匯的大老闆，同樣是商場精英，掌控家族物聯網事業群，女強人的表象下藏著顆小女人溫柔的心。 |

### 其他演員
| 演員姓名 | 角色名稱 | 介紹 |
| 陶傳正   | 周董     | 52歲，小碧的老板，業務出身的商人，從事化工醫業業務多年，發現地球再如此下去會被人類自取滅亡，於是改行新能源環保業務，希望從根源改變環境病源。對小碧的工作十分支持。 |

### 客串演出
| 角色名稱 | 演員姓名 | 介紹 |
| 范逸臣   | 范逸臣   |      |

## 電影歌曲
| 曲別   | 歌名            | 演唱者 | 作詞         | 作曲         | 備註                                        |
| 主題曲 | 聽海            | 王奕瑾 | 塗惠源       | 塗惠源       | 由塗惠源老師重新編曲                        |
| 插曲   | 哭砂            | 王奕瑾 | 林秋離       | 熊美玲       | 由塗惠源老師重新編曲                        |
| 插曲   | Falling in love | 王奕瑾 | Gareth Young | Gareth Young | 收錄於王奕瑾第一張個人EP《Falling in love》 |
| 插曲   | 瘋了            | 金承熙 | 安泳敏       | 安泳敏       | 收錄於金承熙第一張個人專輯《10:10》         |

## 工作人員
- 編劇/導演：王毓雅
- 主演：黃愷傑、王奕瑾
- 聯合主演：錢柏渝、卞慶華、宇騰Gino、安晨妤、孫啟明、林予晞
- 特別演出：范逸臣
- 出品人：王勇、王清涼
- 總監製：梁培苓、趙文濤、孫毅安
- 總策劃：黃振東、朱益弘、趙平、栗小生、李愛民
- 監制：王毓雅、裴祖佳
- 策劃：潘啟明
- 攝影：官德仁、李以須
- 剪輯：陳志偉、廖苔惠
- 錄音：黃宏駿
- 美術：伍俊達、常成
- 平面設計：陳瀅瀅
- 出品：大唐國際娛樂股份有限公司、果昱影像製作有限公司、西部电影集团有限公司
- 中國大陸發行：北京聚合影聯文化傳媒有限公司、大唐國際娛樂股份有限公司、上海厚益文化傳媒中心、北京麥生影視傳媒有限公司、北京富誕影視傳媒有限公司、北京亞視聯合在線科技有限公司
- 台灣發行：華影國際影藝有限公司

## 宣傳

### 中國大陸
4月20日於北京電影節首露《以愛為名》，線上專訪女主角王奕瑾與導演王毓雅。
4月28日於北京舉辦電影發布會，定檔2017年5月12日於中國大陸公映，導演王毓雅、王奕瑾、黃愷杰、蕭薔、涂惠源為出席嘉賓。
5月2日釋出45秒先導預告。
5月8日於成都展開第一場全國巡迴路演映後見面會。
5月9日於上海展開第二場全國巡迴路演映後見面會。
5月10日於杭州展開第三場全國巡迴路演映後見面會。
5月11日於南京展開第四場全國巡迴路演映後見面會。

### 台灣
4月18日釋出45秒先導預告。
4月19日開始釋出前導海報。
4月22日釋出概念海報。
4月29日釋出電影主題曲。
5月17日於台北欣欣秀泰舉辦電影首映會。

## 外部連結
- 以愛為名的Facebook專頁
- 电影以爱为名的新浪微博
- 豆瓣电影上《以愛為名》的資料 （简体中文）
- 时光网上《以愛為名》的資料（简体中文）
- 香港影庫上《以愛為名》的資料（繁體中文）
- 開眼電影網上《以愛為名》的資料（繁體中文）
- Yahoo奇摩電影上《以愛為名》的資料（繁體中文）
- 互联网电影数据库（IMDb）上《以愛為名》的资料（英文）